# Maria Fein
Maria Fein (Viena, Áustria, 7 de abril de 1892 – Zurique, Suíça, 5 de setembro de 1965), nasceu Maria Arloisia Fein, foi uma atriz e diretora de teatro austríaca.
Está sepultada no Cemitério Enzenbühl em Zurique.

## Filmografia selecionada
- 1916: Der Mann im Spiegel
- 1916: Das Leben ein Traum
- 1917: Mutter
- 1917: Nur ein Modell. Seine kleine Madonna
- 1917: Die Kaukasierin
- 1917: Die Gräfin von Navarra
- 1918: Apokalypse
- 1918: Das Gift der Medici
- 1918: Der Wahn ist kurz
- 1918: Die Vision
- 1918: Edelwild
- 1918: Liebso
- 1918: Raimundus und das Hexlein
- 1919: Sühne
- 1919: Nicht eher sollst Du Liebe fühlen, als …
- 1919: Maria Pawlowna
- 1919: Die Feste des Fürsten von Ferrara
- 1919: Der Ehestifter
- 1920: Weiße Rosen
- 1921: Die Verschwörung zu Genua
- 1924: Der kleine Herzog
- 1925: Das Spielzeug von Paris
- 1927: Die Vorbestraften
- 1932: Friederike